# フロラン＝ジャン・ド・ヴァリエール

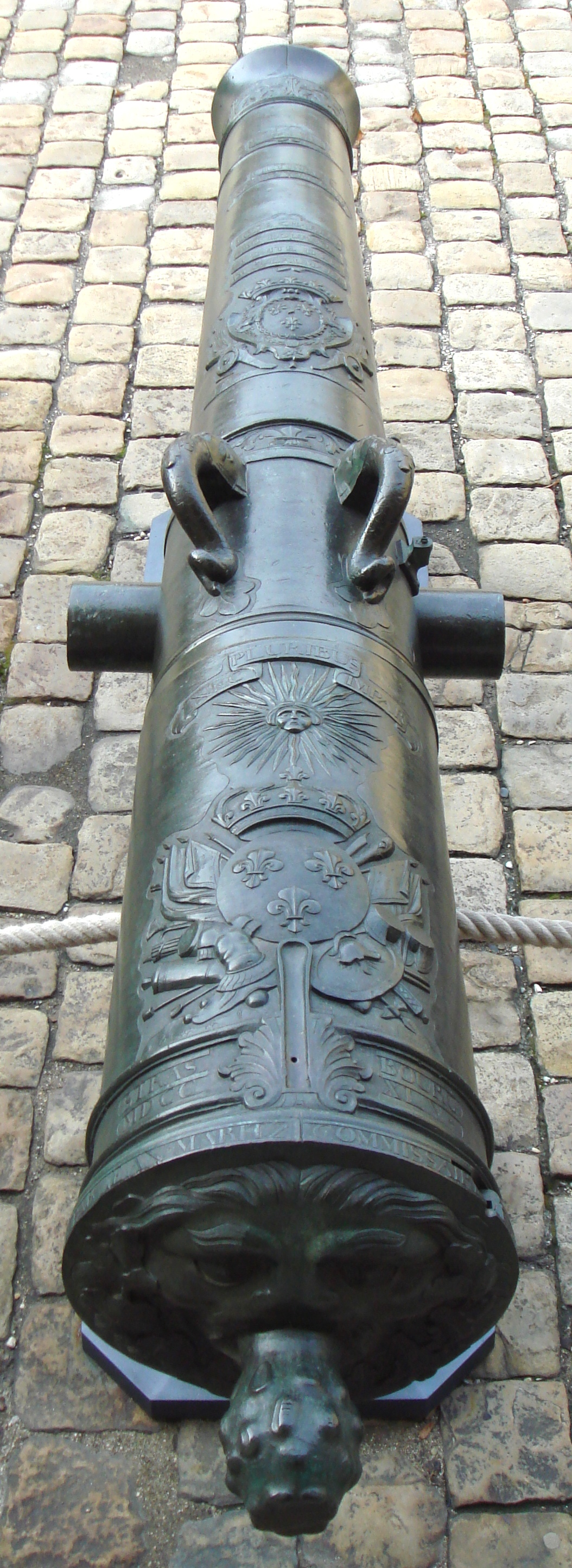
ド・ヴァリエール24ポンド砲、「Uranie」。1745年にジャン・マリッツが製造（鋳造）

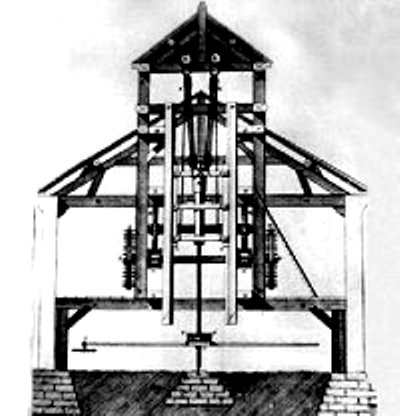
ド・ヴァリエール・システムの大砲は、ジャン・マリッツが開発した方法を採用し、鋳造後に砲身をドリルでくりぬいて砲腔を作成した。

フロラン＝ジャン・ド・ヴァリエール（Florent-Jean de Vallière、1667年 – 1759年は、18世紀フランスの砲兵士官。フランス国王陸軍の中将であり、1726年に砲兵学校の長官となった。
1732年10月7日の軍命令によって、ド・ヴァリエールは砲兵の再編成と標準化を担当することとなった。ド・ヴァリエールは従来のジャン＝ジャック・ケラー（Jean-Jacques Keller）が開発した方式から、大幅に大砲の鋳造方法を改良した。また、ド・ヴァリエール・システムを開発し、これがグリボーバル・システムが導入されるまでフランスの砲兵の基本システムとなった。

## ド・ヴァリエール・システム

### 概要

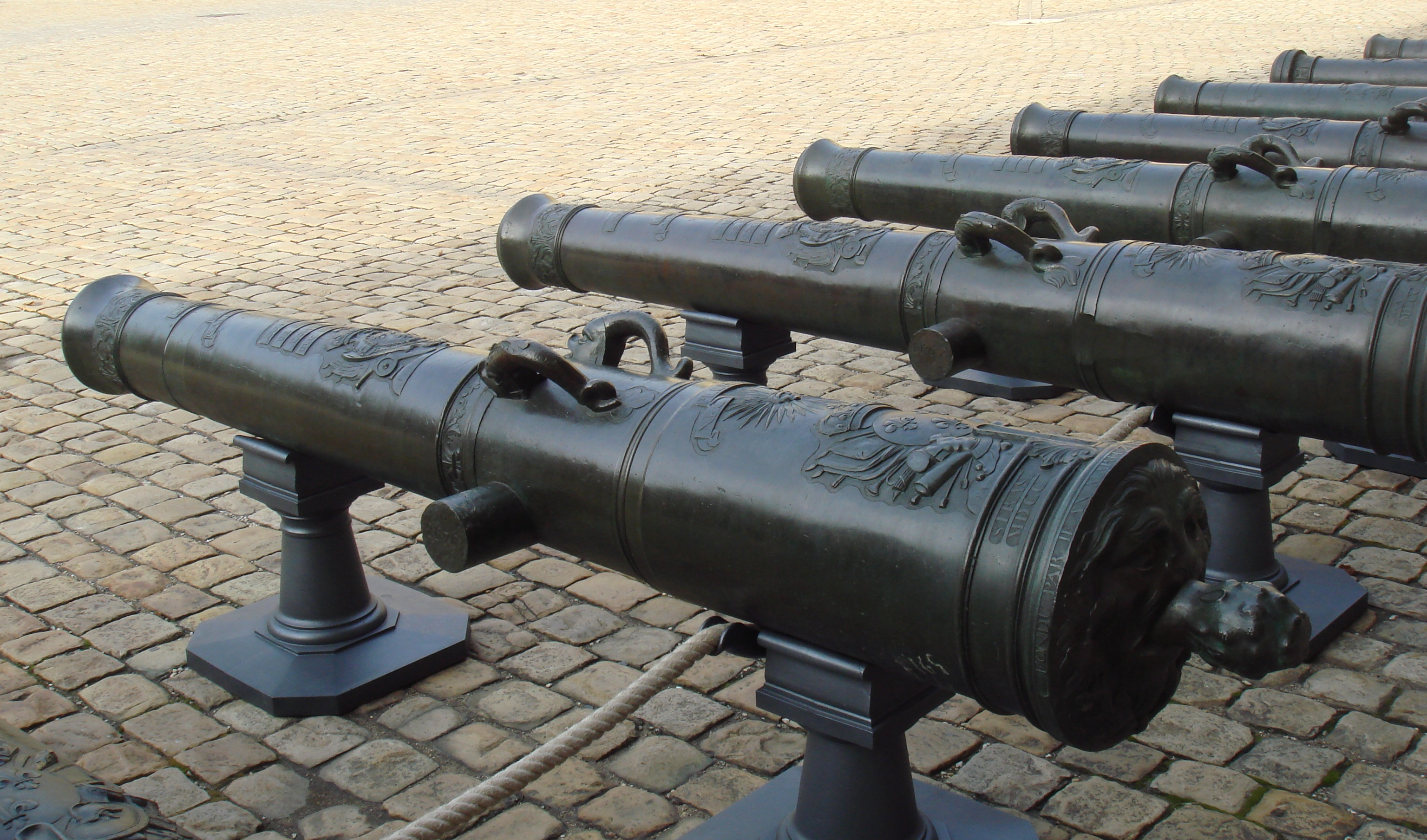
ド・ヴァリエール24ポンド砲、オテル・デ・ザンヴァリッド

フランス陸軍では、多数の種類の大砲が使用されていたが、ド・ヴァリエールは大砲のサイズを標準化し、直射砲としては24ポンド砲（151 mm）、16ポンド砲（134 mm）、12ポンド砲（121 mm）、8ポンド砲（105 mm）及び4ポンド砲（84 mm）、臼砲としては12インチ（325 mm）および8インチ（217 mm）、および15インチ（406 mm）の投石臼砲のみの製造を認めた。
ここで言うポンドはフレンチ・ポンド（1.097英ポンド）であるため、英国の12ポンド砲よりはより重い砲弾を使用した。インチもフレンチ・インチ（1.074英インチ）とやや長い。
ド・ヴァリエール・システムでは、当時ジャン・マリッツが開発した、青銅製の鋳造された大砲の本体にドリルで砲腔をくり抜く方法を採用した。この方法によって、砲腔は形状・サイズともより高い精度での作製可能になったため、発砲の際の効率が向上した。
ド・ヴァリエール砲は非常に装飾的で、多数のデザインや銘文が刻まれていた。

### 砲前部の装飾

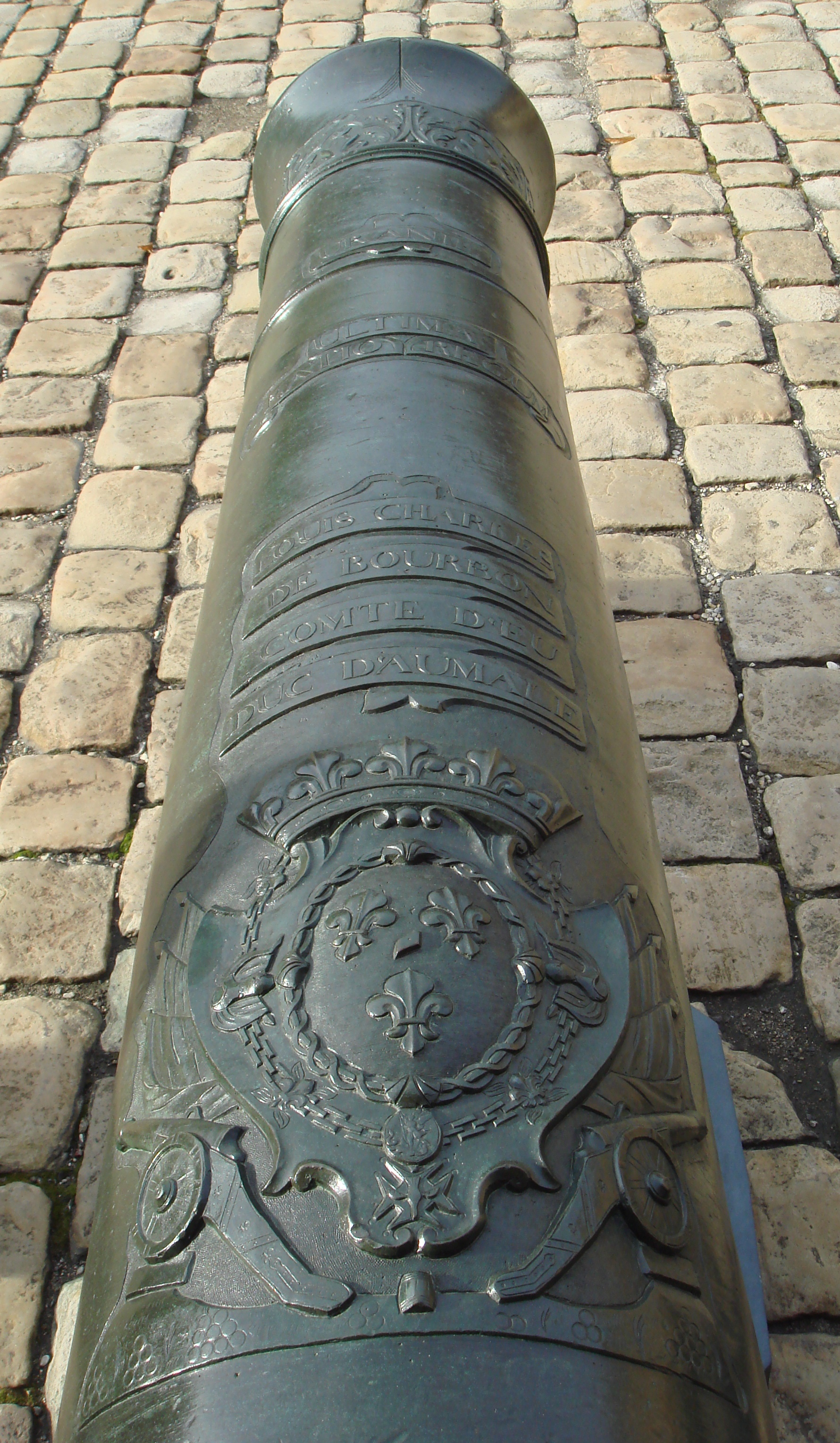
ド・ヴァリエール24ポンド砲、「Uranie」の前部

大砲の最前部には照準があり、次に大砲の名前が刻まれている（写真の24ポンド砲の場合は「Uranie」）。続いて、ラテン語で「Ultima Ratio Regum」と書かれているが、これは「王の最後の議論」という意味であり、ルイ14世以来そう刻まれている。その下には、「Louis Charles de Bourbon, comte d'Eu, duc d'Aumale（ルイ・シャルル・ド・ブルボン）」の名前と肩書き「Grand Maître de l'artillerie de France（フランス砲兵部隊司令官）」 があり、王室の紋章が続く。

### 砲中央部の装飾
砲の中央部には砲を上下する際の支点となる砲耳がある。砲耳の上側には、砲を持ち上げるための把手があるが、これはイルカ型にデザインされている。

### 砲後部の装飾

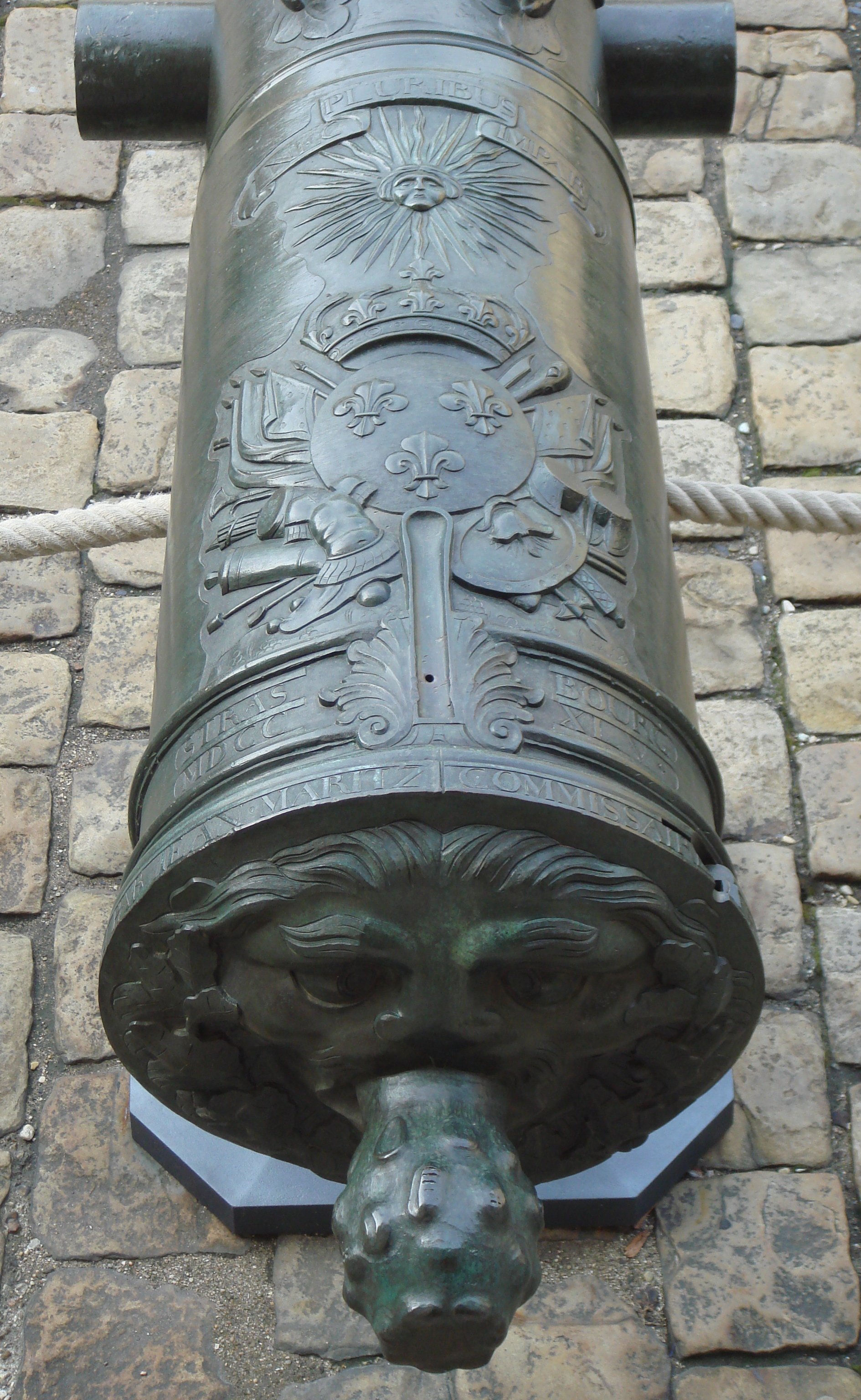
ド・ヴァリエール24ポンド砲、「Uranie」の後部

砲の後部には、しばしば砲弾の重さを示す数字が刻まれており（例えば、「4」は4ポンドを示す）、続いてラテン語で「Nec pluribus impar」、即ち「（王は）何人とも比較できることなし」と書かれている。製造年と製造場所（例えば、ストラスブール、1745年）も砲の後部に刻まれており、最後に鋳造者の名前と肩書きがある（例えば、ジャン・マリッツ、大砲製造工場監察長官）。

### 尾栓の装飾
尾栓は、大砲のサイズが容易に見分けがつくように、顔がデザインされている。4ポンド砲は「顔のある太陽」、8ポンド砲は「猿の顔」、12ポンド砲は「雄鶏の顔」、16ポンド砲は「メデューサの顔」、24ポンド砲は「バッカスの顔」あるいは「ライオンの顔」であった

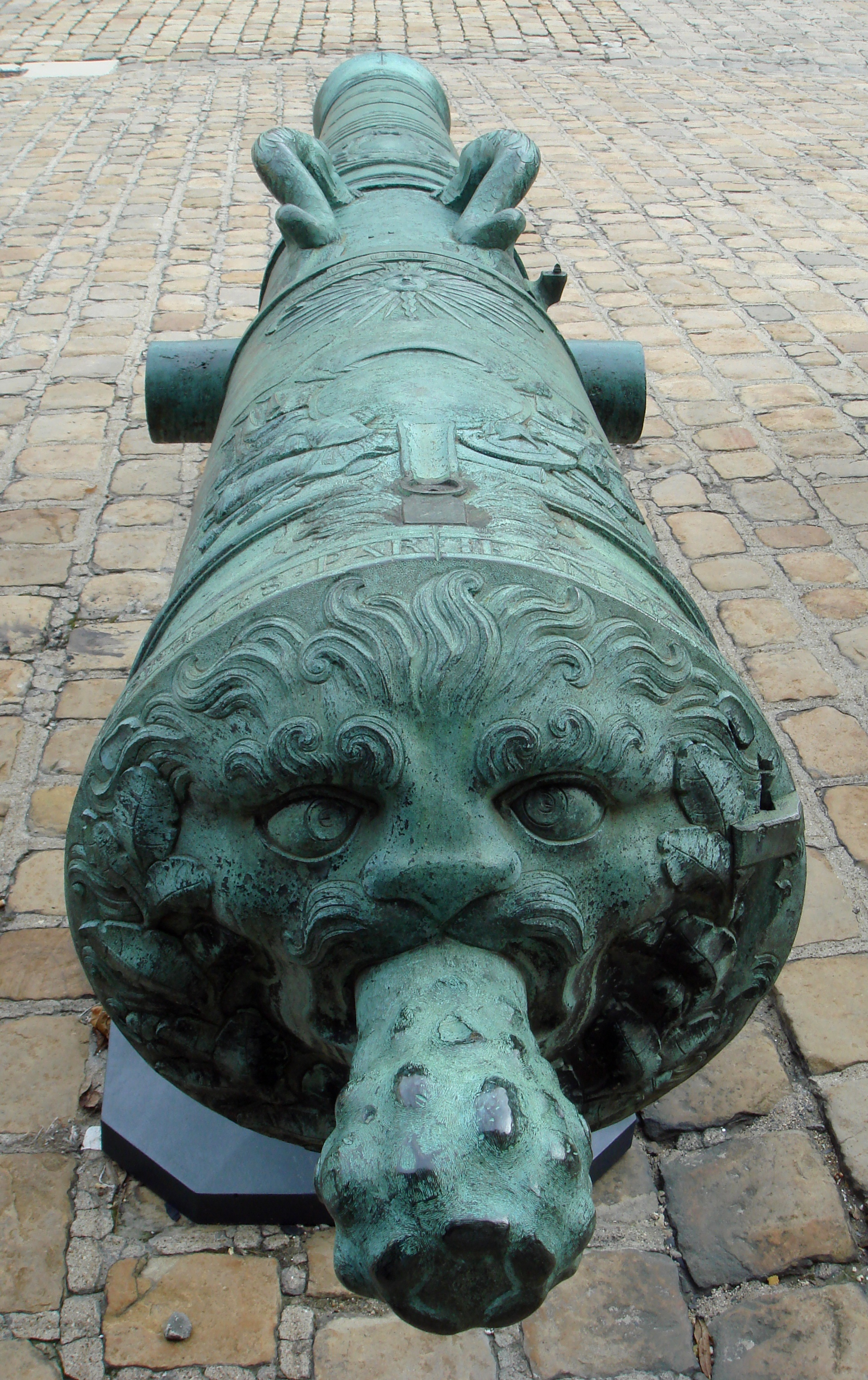
24ポンド砲のライオン型尾栓。口径：151 mm
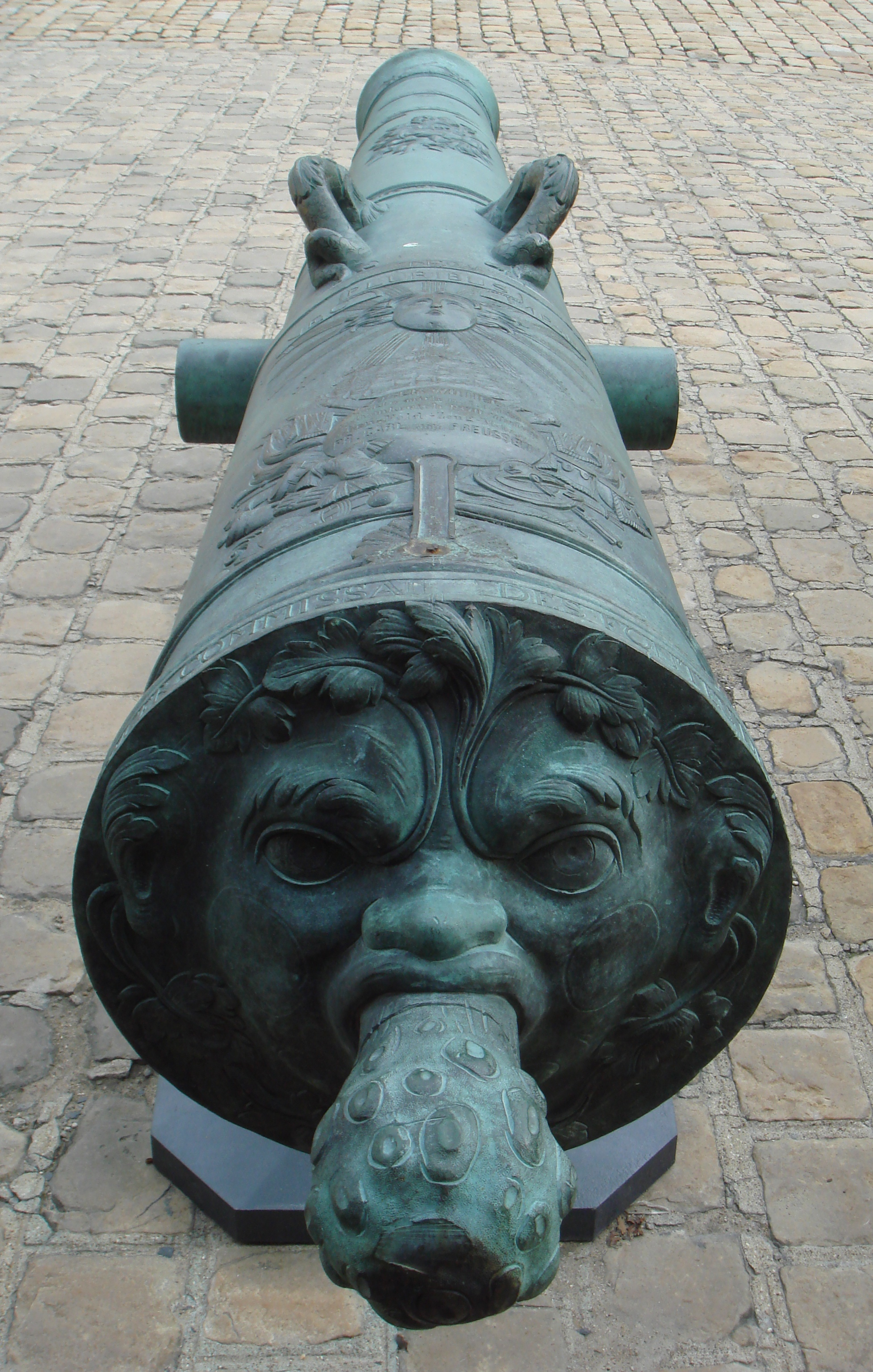
24ポンド砲のバッカス型尾栓。口径：151 mm.
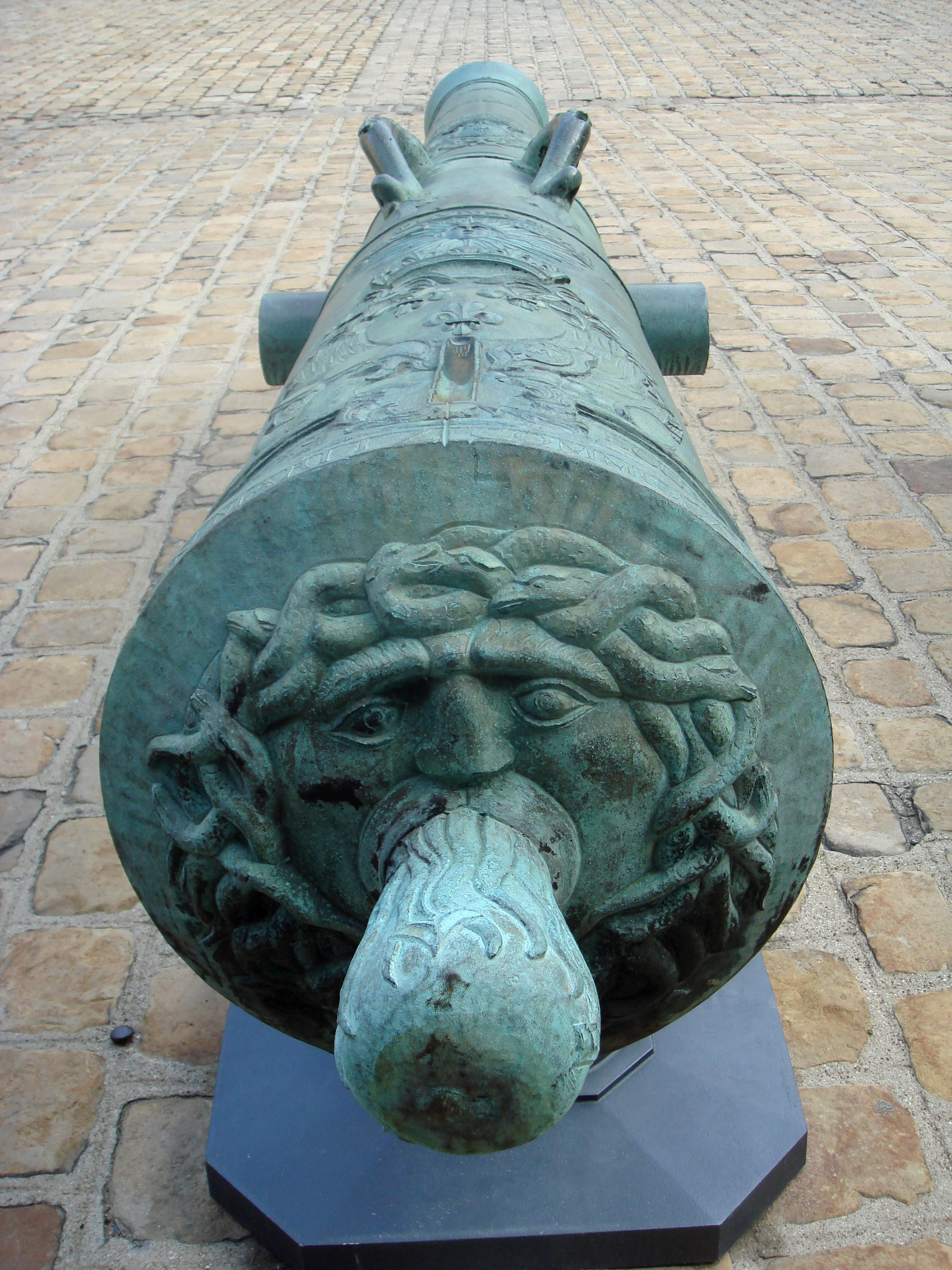
16ポンド砲のメデューサ型尾栓。口径：134 mm。[5] Length: 300 cm.
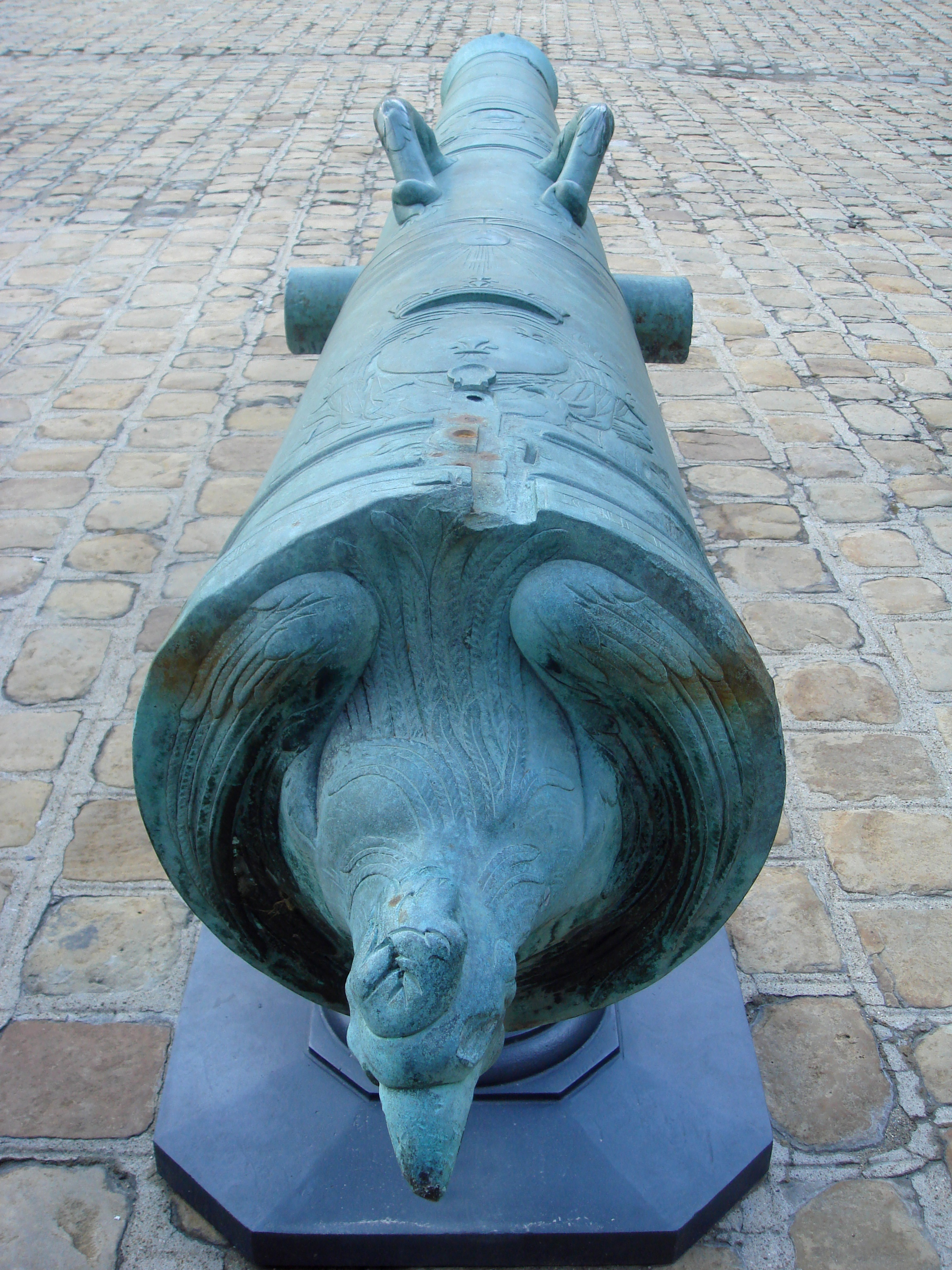
12ポンド砲の雄鶏型尾栓。口径：121 mm。
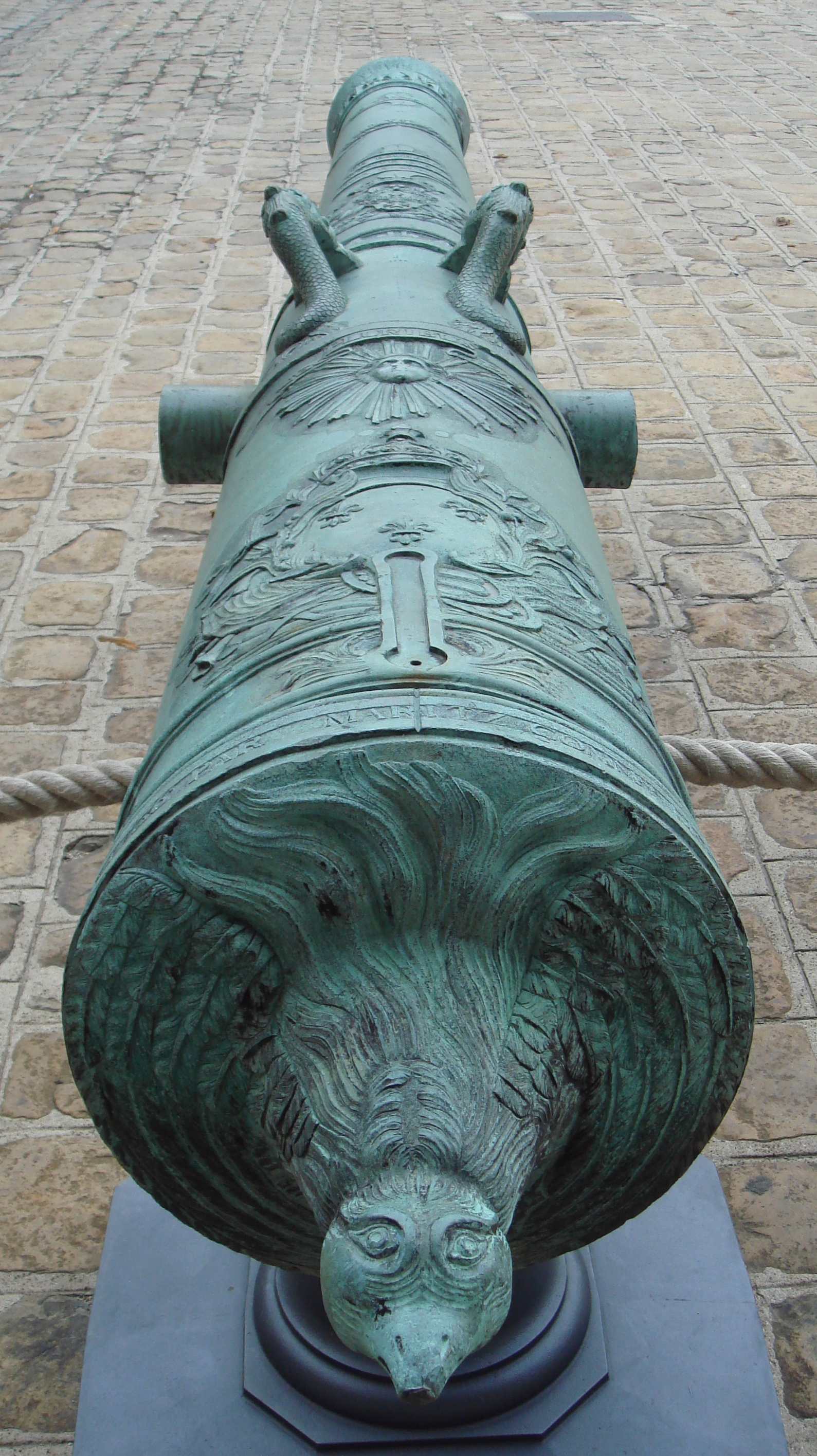
12ポンド砲「Le Tonnerre」の鳥型尾栓。口径：121 mm。

## 実戦

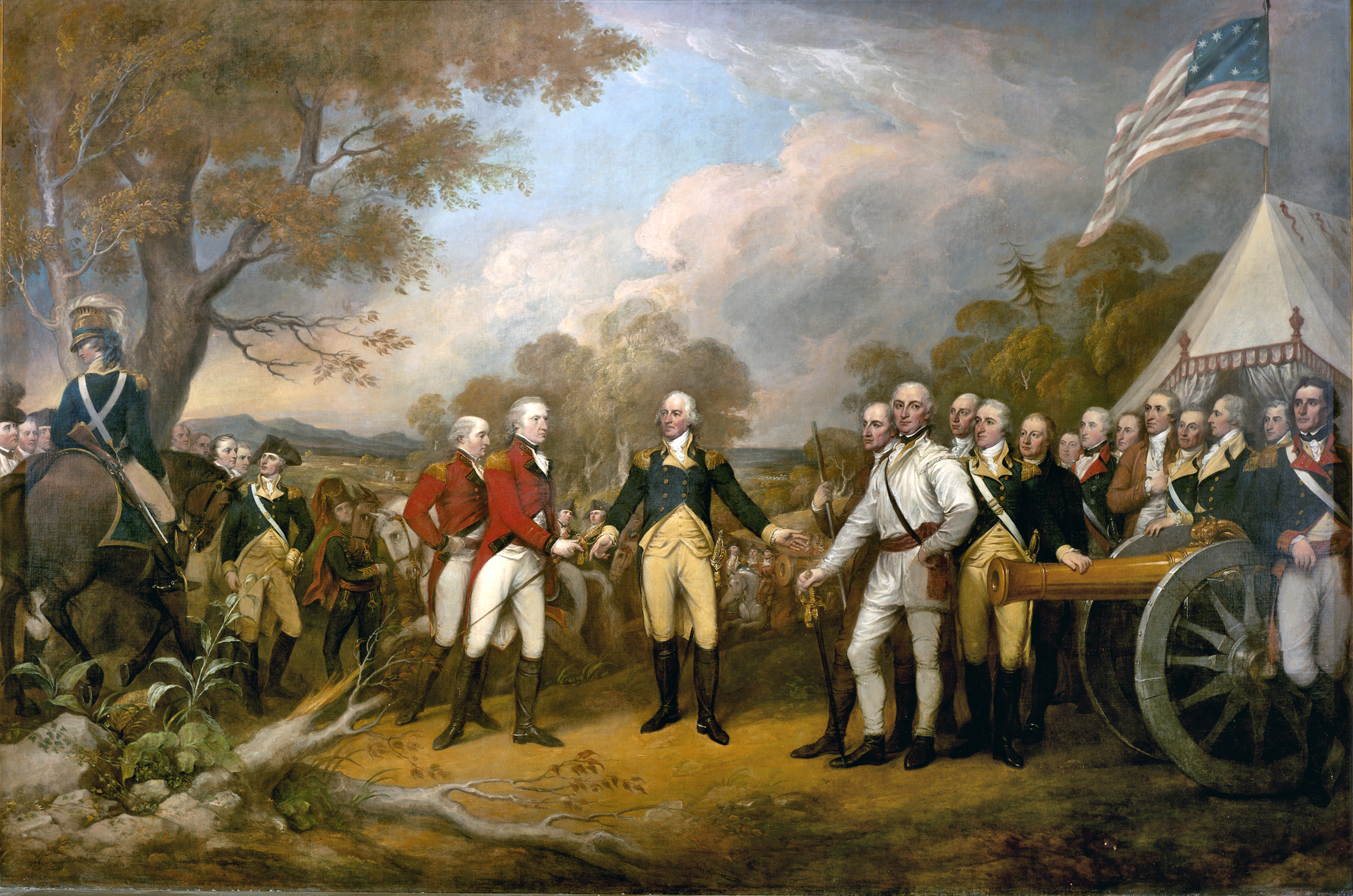
サラトガの戦いでのバーゴイン将軍の降伏。ダニエル・モーガンがド。ヴァリエール4ポンド砲の前に立っている。

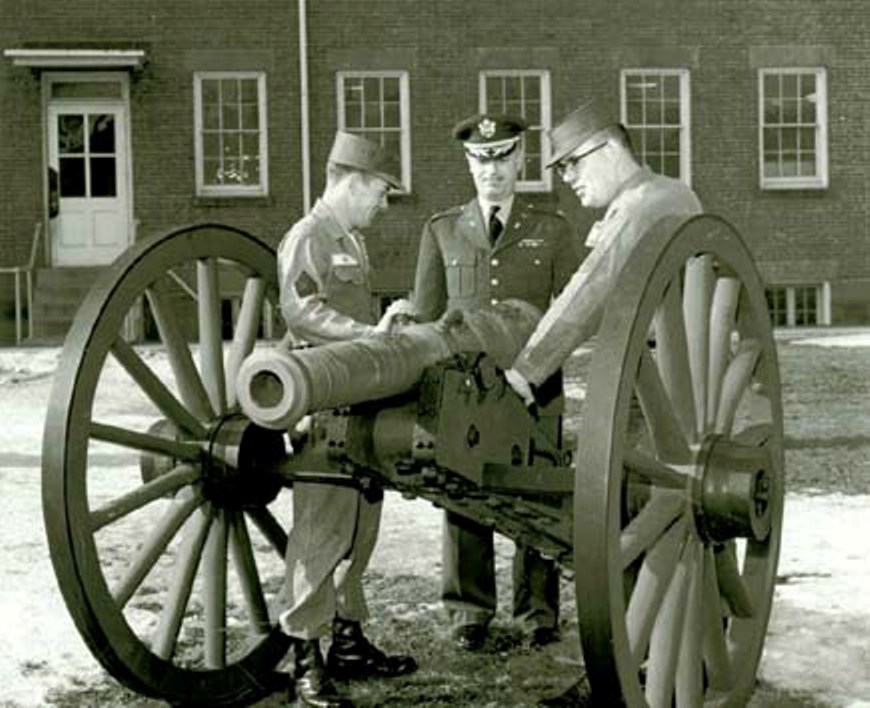
1960年代のアメリカ陸軍将兵とド・ヴァリエール4ポンド砲。但し、砲架はパロット砲のものであり、時代が合わない

ド・ヴァリエール砲は、攻城戦においては優秀であることが示されたが、戦場での機動においては成功とは言えなかった。この問題は、砲の機動性が重要な要素であったオーストリア継承戦争（1747年－1748年）、七年戦争（1756年-1763年）において特に明白になり、より軽量な大砲が必要となった。榴弾砲がなかったことも、また問題であった。
多数のド・ヴァリエール砲、特に小型の4ポンド砲がアメリカ独立戦争で使用された。砲自体はフランスから輸出され、野戦砲用の砲架はアメリカで調達された。これらの砲は、サラトガの戦いや、ヨークタウンの戦いで特に重要な役割を果たした。ジョージ・ワシントンは、1777年5月2日付けの、ウィリアム・ヒース将軍に対する手紙で、以下のように書いている：
「大砲と軍需品を満載したフランスの軍艦の到着は最も歓迎すべきことである。東部の州が直ちに必要とする分を除き、全ての武器類をスプリングフィールドに移送したいと考えている、その方がポーツマスに置いておくよりずっと安全だ。。。また、議会と新聞社に対して、直ちに大砲および他の軍需品をポーツマスから移動させるよう書送るつもりだ。また、君には最近マルティニコから到着した25箱分の武器をスプリングフィールドに送ってもらいたい。」—1777年5月2日付けのジョージ・ワシントンからウィリアム・ヒース将軍に宛てた手紙

## その後

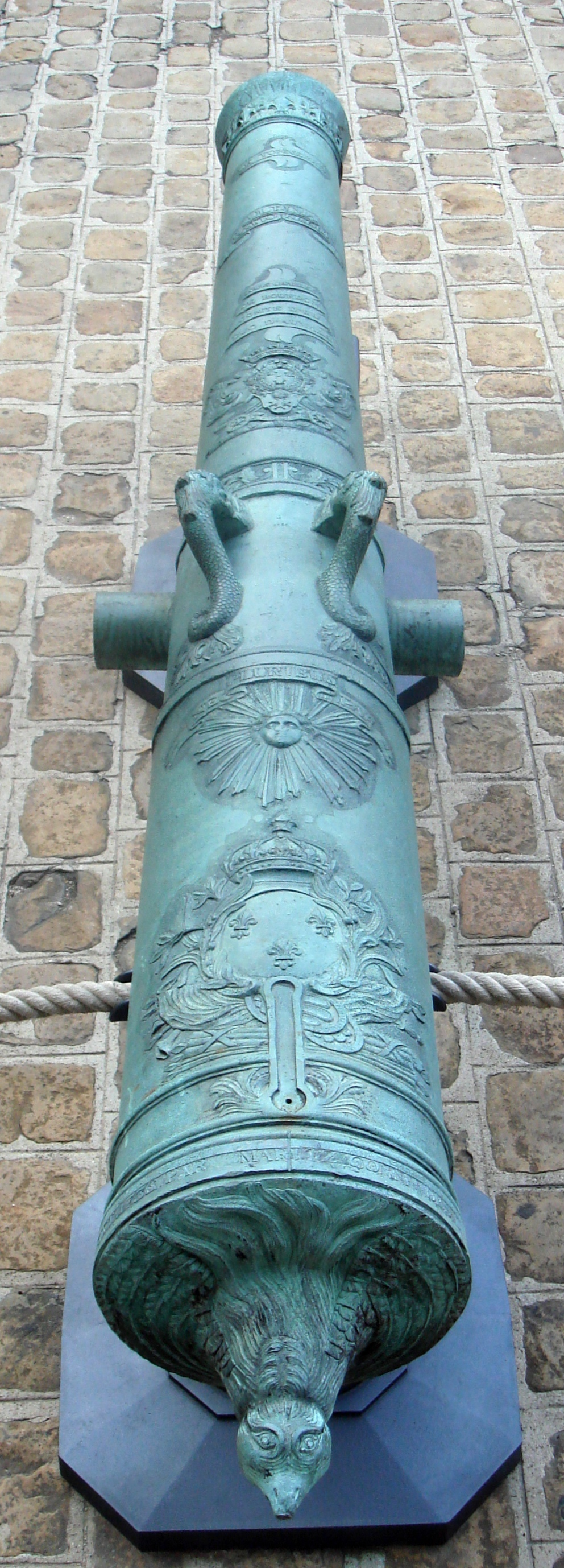
ド・ヴァリエール12ポンド砲。1736年ジャン・マリッツが製造。口径：121 mm、全長：290 cm.

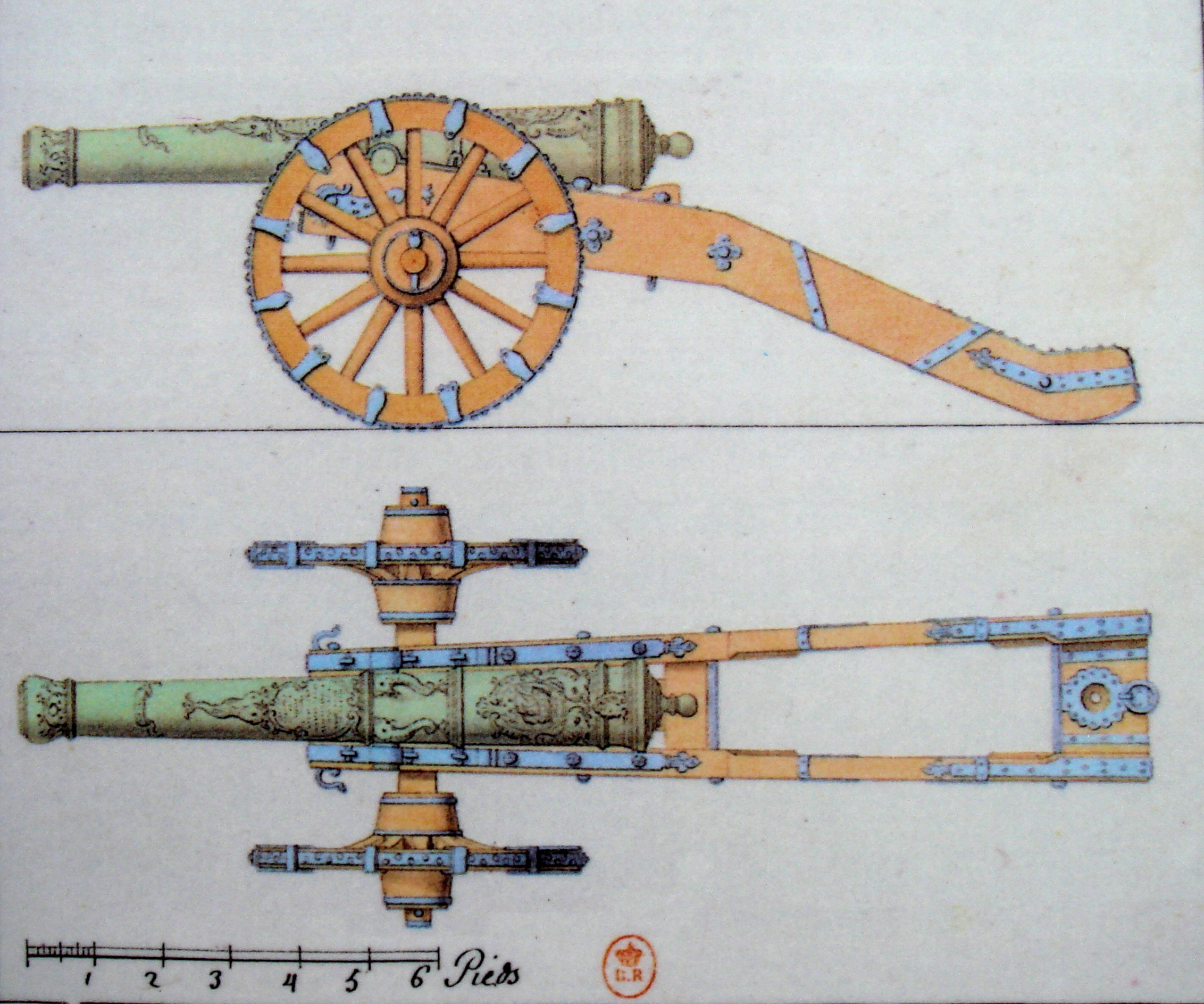
17世紀-18世紀のフランスの大砲

フロラン＝ジャン・ド・ヴァリエールには、ジョセフ・フロラン・ド・ヴァリエール（1717年-1776年）と言う息子がおり、1747年には砲兵学校（Battalions and Schools of the Artillery）の長官となっている。ジョセフは父のシステムを継続することに固執した。1765年からジャン＝バティスト・ヴァケット・ド・グリボーバルがフランス陸軍砲兵部隊の監察長官となり、より近代的なグリボーバル・システムの導入を開始した。これにより、フランスは19世紀における最強の砲兵システムの一つを有することができた。

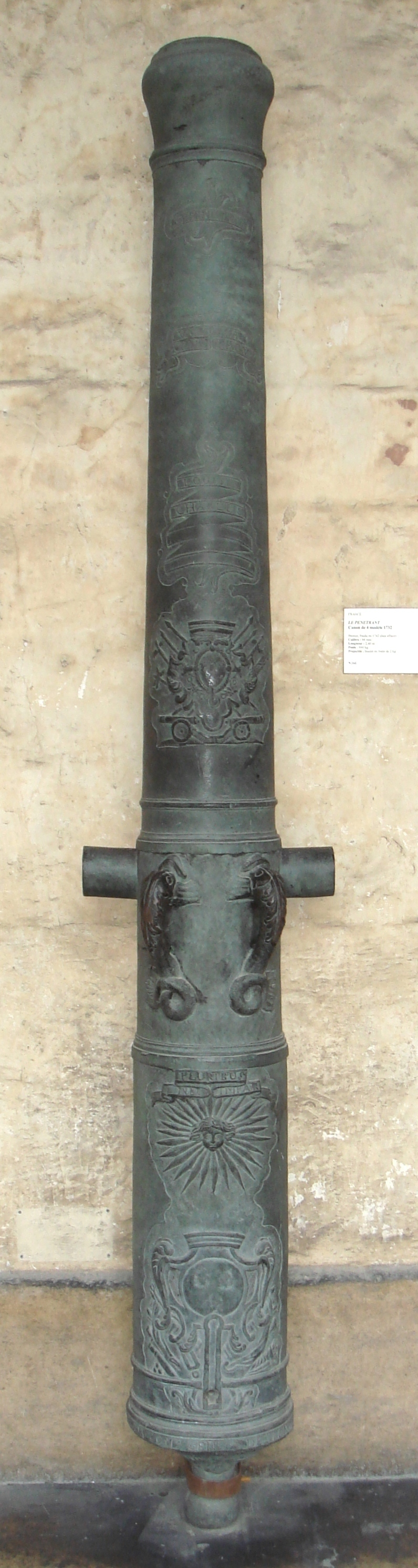
ド・ヴァリエール4ポンド砲、「Le Pénétrant」、1732年。口径：84 mm

## 参考資料
- Chartrand, René 2003 Napoleon's guns 1792-1815 (2) ISBN 1-84176-460-4 Osprey Publishing